# Xenophrys shapingensis
Xenophrys shapingensis (tên tiếng Anh: Shaping Horned Toad) là một loài lưỡng cư thuộc họ Megophryidae.
Đây là loài đặc hữu của Trung Quốc.
Môi trường sống tự nhiên của chúng là vùng núi ẩm nhiệt đới hoặc cận nhiệt đới, vùng cây bụi nhiệt đới hoặc cận nhiệt đới vùng đất cao, và sông ngòi.
Chúng hiện đang bị đe dọa vì mất môi trường sống.